# Absher (Verwaltungsapplikation)
Absher ist eine mobile Anwendung des Königreichs Saudi-Arabien, die Einzelpersonen die elektronischen Dienste der staatlichen Verwaltung über die Plattform Abshar zur Verfügung stellt. Sie ist in Arabisch und Englisch verfügbar. Mit dieser Verwaltungsanwendung können behördliche Interaktionen ausgeführt werden, beispielsweise Verkehrsstrafen zahlen, Ausweise verlängern und Personenstandsmeldungen.
Ein offiziell bekanntgegebener Hauptzweck ist die Überwachung und Verwaltung von Daten zur eigenen Person sowie diejenigen von Familienangehörigen und anderen Mitbewohnern. In Saudi-Arabien, das Männern das Recht gibt, Entscheidungen für ihre ganze Familie und für erwachsene Töchter zu treffen, konnte die App anfangs unter anderem dazu verwendet werden, die Ausreise von Familienmitgliedern zu verhindern, beispielsweise um Asyl in Drittstaaten zu beantragen. Männer konnten verfügen, ob und in welche Länder ihre Frauen und sonstigen Familienangehörigen ausreisen dürfen oder nicht oder wie viele Reisen erlaubt sind. Einchecken am Flughafen oder Grenzübertritte konnte per SMS gemeldet und Familienangehörige damit überwacht werden.
Seit September 2019 wird Frauen Reisefreiheit und die Beantragung eigener Pässe ohne Zustimmung ihres Vormunds gewährt. Andere Beschränkungen wie Heirat, Scheidung, bestimmte Bereiche der Gesundheitsversorgung oder die Geschlechtertrennung im öffentlichen Raum bleiben bestehen. Änderungen in der Behandlung der Menschenrechte sind Gegenstand der allgemeinen Gesetzgebung und nicht der App (vgl. Saudi-Arabien#Stellung der Frau), werden jedoch abhängig davon in der App implementiert.

## Kritik
Die App kann zur Geschlechterdiskriminierung verwendet werden. Apple und Google erlauben frauenfeindliche Anwendungen, die als Werkzeuge zur Unterdrückung und Diskriminierung benutzt werden. Netzpolitik.org stellt die Applikation Absher in eine Reihe mit zahlreichen anderen Apps zur Überwachung und Verletzung von Menschenrechten u. a. von Frauen.